# EPrix van Buenos Aires 2015

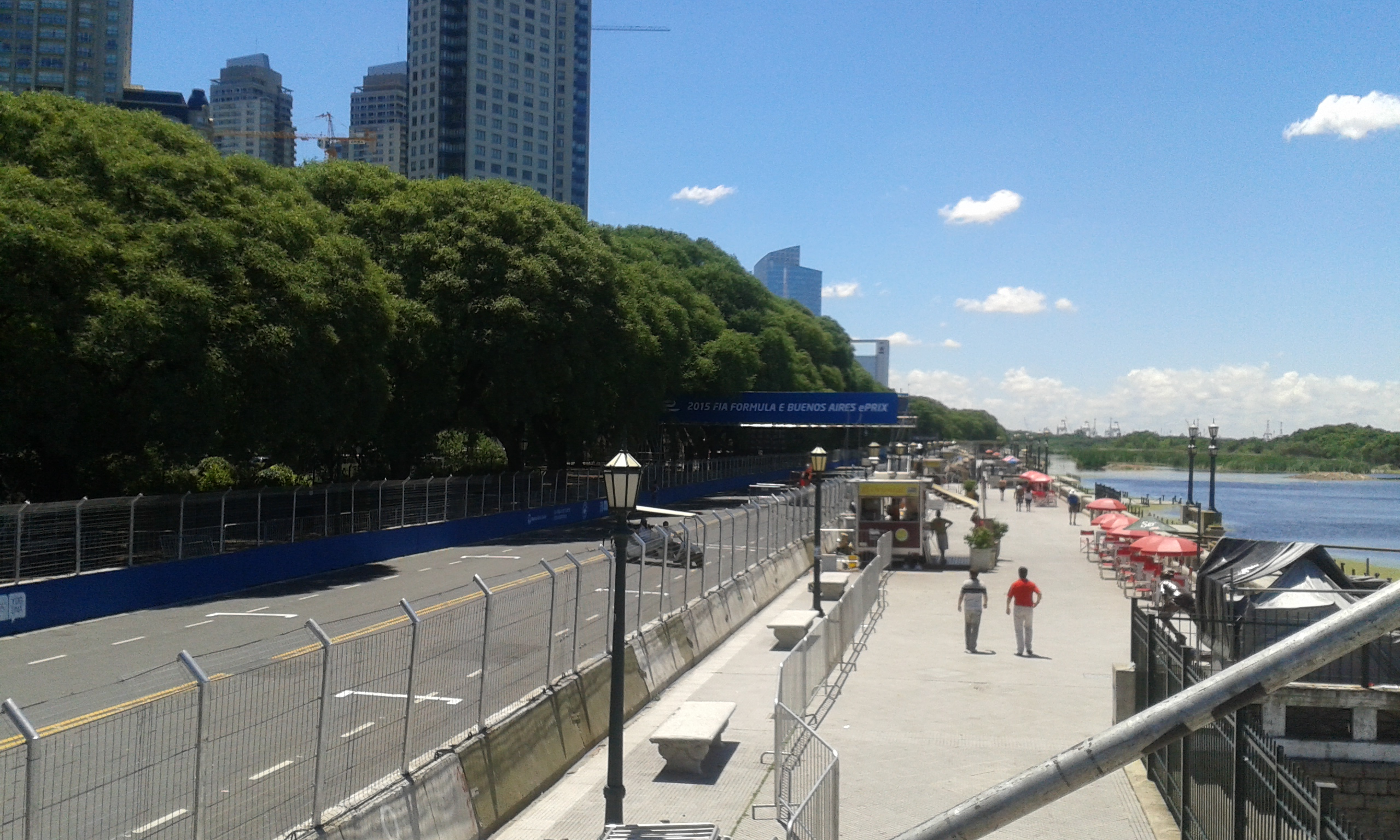
ePrix van Buenos Aires 2015

De ePrix van Buenos Aires 2015 werd gehouden op 10 januari 2015 op het Puerto Madero Street Circuit. Het was de vierde race van het eerste Formule E-seizoen.

## Kwalificatie
| Pos | No | Coureur                | Team               | Tijd      | Grid |
| --- | -- | ---------------------- | ------------------ | --------- | ---- |
| 1   | 9  | Sébastien Buemi        | e.dams Renault     | 1:09.134  | 1    |
| 2   | 3  | Jaime Alguersuari      | Virgin Racing      | 1:09.161  | 2    |
| 3   | 23 | Nick Heidfeld          | Venturi Grand Prix | 1:09.367  | 3    |
| 4   | 2  | Sam Bird               | Virgin Racing      | 1:09.388  | 4    |
| 5   | 11 | Lucas di Grassi        | Audi Sport ABT     | 1:09.521  | 5    |
| 6   | 27 | Jean-Éric Vergne       | Andretti Autosport | 1:09.527  | 6    |
| 7   | 8  | Nicolas Prost          | e.dams Renault     | 1:09.636  | 7    |
| 8   | 55 | António Félix da Costa | Amlin Aguri        | 1:09.658  | 8    |
| 9   | 99 | Nelson Piquet jr.      | China Racing       | 1:09.742  | 9    |
| 10  | 5  | Karun Chandhok         | Mahindra Racing    | 1:09.875  | 10   |
| 11  | 30 | Stéphane Sarrazin      | Venturi Grand Prix | 1:10.165  | 11   |
| 12  | 66 | Daniel Abt             | Audi Sport ABT     | 1:10.329  | 12   |
| 13  | 6  | Oriol Servià           | Dragon Racing      | 1:10.588  | 13   |
| 14  | 28 | Marco Andretti         | Andretti Autosport | 1:10.713  | 14   |
| 15  | 88 | Ho-Pin Tung            | China Racing       | 1:11.049  | 15   |
| 16  | 77 | Salvador Durán         | Amlin Aguri        | 1:11.331  | 16   |
| 17  | 18 | Michela Cerruti        | Trulli GP          | 1:11.785  | 17   |
| 18  | 7  | Jérôme d'Ambrosio      | Dragon Racing      | 1:12.239  | 18   |
| 19  | 21 | Bruno Senna            | Mahindra Racing    | 1:13.209  | 19   |
| 20  | 10 | Jarno Trulli           | Trulli GP          | geen tijd | 20   |

## Race
| Pos | No | Coureur                | Team               | Rondes | Tijd/Oorzaak uitval | Grid | Punten |
| --- | -- | ---------------------- | ------------------ | ------ | ------------------- | ---- | ------ |
| 1   | 55 | António Félix da Costa | Amlin Aguri        | 35     | 48:52.100           | 8    | 25     |
| 2   | 8  | Nicolas Prost          | e.dams Renault     | 35     | +5.354              | 7    | 18     |
| 3   | 99 | Nelson Piquet jr.      | China Racing       | 35     | +8.552              | 9    | 15     |
| 4   | 3  | Jaime Alguersuari      | Virgin Racing      | 35     | +11.148             | 2    | 12     |
| 5   | 21 | Bruno Senna            | Mahindra Racing    | 35     | +11.535             | 19   | 10     |
| 6   | 27 | Jean-Éric Vergne       | Andretti Autosport | 35     | +13.319             | 6    | 8      |
| 7   | 2  | Sam Bird               | Virgin Racing      | 35     | +13.617             | 4    | 8      |
| 8   | 23 | Nick Heidfeld          | Venturi Grand Prix | 35     | +15.464             | 3    | 4      |
| 9   | 6  | Oriol Servià           | Dragon Racing      | 35     | +19.334             | 13   | 2      |
| 10  | 30 | Stéphane Sarrazin      | Venturi Grand Prix | 35     | +28.973             | 11   | 1      |
| 11  | 88 | Ho-Pin Tung            | China Racing       | 35     | +37.858             | 15   |        |
| 12  | 28 | Marco Andretti         | Andretti Autosport | 34     | +1 ronde            | 14   |        |
| 13  | 66 | Daniel Abt             | Audi Sport ABT     | 33     | +2 ronden           | 12   |        |
| 14  | 7  | Jérôme d'Ambrosio      | Dragon Racing      | 33     | +2 ronden           | 18   |        |
| DNF | 10 | Jarno Trulli           | Trulli GP          | 30     |                     | 20   |        |
| DNF | 11 | Lucas di Grassi        | Audi Sport ABT     | 26     | Ophanging           | 5    |        |
| DNF | 9  | Sébastien Buemi        | e.dams Renault     | 23     | Ophanging           | 1    | 3      |
| DNF | 18 | Michela Cerruti        | Trulli GP          | 20     |                     | 17   |        |
| DNF | 5  | Karun Chandhok         | Mahindra Racing    | 15     | Ophanging           | 10   |        |
| DSQ | 77 | Salvador Durán         | Amlin Aguri        | 35     | Gediskwalificeerd   | 16   |        |

## Standen na de race

### Coureurs
| Positie | Rijder            | Team           | Punten |
| ------- | ----------------- | -------------- | ------ |
| 1       | Lucas di Grassi   | Audi Sport ABT | 58     |
| 2       | Sam Bird          | Virgin Racing  | 48     |
| 3       | Sébastien Buemi   | e.dams Renault | 43     |
| 4       | Nicolas Prost     | e.dams Renault | 42     |
| 5       | Nelson Piquet jr. | China Racing   | 37     |

### Constructeurs
| Positie | Team               | Punten |
| ------- | ------------------ | ------ |
| 1       | e.dams Renault     | 85     |
| 2       | Virgin Racing      | 74     |
| 3       | Audi Sport ABT     | 62     |
| 4       | Andretti Autosport | 41     |
| 5       | Dragon Racing      | 38     |